# Plantas Novas do Brasil
Plantas Novas do Brasil (abreviado Pl. Novas Brasil) es un libro ilustrado con descripciones botánicas que fue escrito por el médico, botánico, orquideólogo brasileño, Francisco Freire Allemão. Fue publicado Río de Janeiro en 9 volúmenes en los años 1844-1849.

## Publicación
- Vicentia acuminata [1844];
- Andradea [1845];
- Poarchon [1846];
- Azeredia (1846)
- Geissospermum (1846);
- Myrocarpus fastigiatus (1847);
- Myrocarpus frondosus (1848);
- Silva [1848];
- Hyeronima [1848];
- Opthalmoblapton (1849).

Parcialmente reimpreso desde Archivo Medico Brasileiro